# Atlantik (klimatologie)
Atlantik je název pro klimatickou etapu, kterou lze v severní Evropě mezi lety cca 8000 př. n. l. a 4000 př. n. l., odpovídající pylovým zónám VI a VII, definováno je však nejasně. Nejteplejší a nejvlhčí období této Blytt-Sernanderovy sekvence zahrnuje také „holocenní optimum“. Chronologie se částečně výrazně liší podle vědního oboru, stupně zpracování a prostorového rozsahu (viz také grafický přehled na protější straně). Symbolický klíč v geologii pro toto období je: qhat. V zahraniční literatuře je atlantik označován také jako holocenní tepelné maximum nebo holocenní klimatické optimum. Atlantik navazuje na boreál a po něm následuje subboreál.

## Definice
Termín atlantik zavedl do vědecké literatury v roce 1876 Axel Blytt. Odlišil atlantické, tj. oceánské podnebí, od mnohem chladnějšího, předcházejícího boreálního.

## Stratigrafie a datování
Atlantik rozdělil Franz Firbas na starší atlantik, jeho pylovou zónu VI, a mladší atlantik, jeho pylovou zónu VII. Hranice mezi nimi je odvozena od studené regrese v roce 6200 př. n. l., kterou anglicky mluvící geologové nazvali „událost 8,2 BP“.
Hranice Atlantiku s ostatními stupni jsou poměrně neostré. Její počátek se obvykle stanovuje na 7270 let př. n. l. Vlastnímu atlantiku často předchází tzv. předatlantský nebo raný atlantik, jehož spodní hranice je 8040 let př. n. l. a horní hranice 6200 let př. n. l. (kalibrované kalendářní roky). Podle Rasmussena a kol. je pro předatlantik charakteristický poměrně vysoký obsah izotopu O18 nad 33 ppm (hodnoty pocházejí z ledových jader Grónska). Pro počátek Atlantiku je také nápadná chladná regrese v roce 6200 př. n. l. Kul'kova a další definují Atlantik jako období od 8000 do 5000 BP a rozdělují jej na základě hladin mořské vody do tří etap (od mladé po starou):
- Pozdní Atlantik AT3 – 6500 až 5700 let př. n. l. – opětovný vzestup vodní hladiny – opětovný mírný vzestup teploty.
- Střední Atlantik AT2 – 7000 až 6500 let př. n. l. – relativně nízká hladina vody – postupný pokles teploty.
- Raný Atlantik AT1 – 8000 až 7000 let př. n. l. – vysoká hladina vody – teplotní optimum.

Pro pozdní Atlantik dále vydělují dvě dílčí etapy:
- Pozdní Atlantik I – 6500 až 6000 let př. n. l.
- Pozdní Atlantik II – 6000 až 5700 let př. n. l.

Také pro konec Atlantiku je obtížné najít jednoznačnou horní hranici. Obvykle se uvádí 3710 let př. n. l., ale někteří autoři považují za významný i pokles teploty po roce 4800 př. n. l. Biostratigrafie používá pokles jilmu, který však nastal diachronně mezi lety 4300 a 3100 př. n. l.

## Globální aspekty
V paleoklimatologii se tento termín vztahuje na Blytt-Sernanderovu klimatickou fázi holocénu. Debata o úrovni a posloupnosti holocenních teplotních výkyvů zde stále pokračuje.  Sahara vykazovala na vrcholu atlantiku bohatý živočišný a rostlinný život díky vlhčímu klimatu a zvýšenému množství monzunových srážek, zatímco v současném období oteplování se zdá být spíše sušší (viz také neolitické subpluvium).

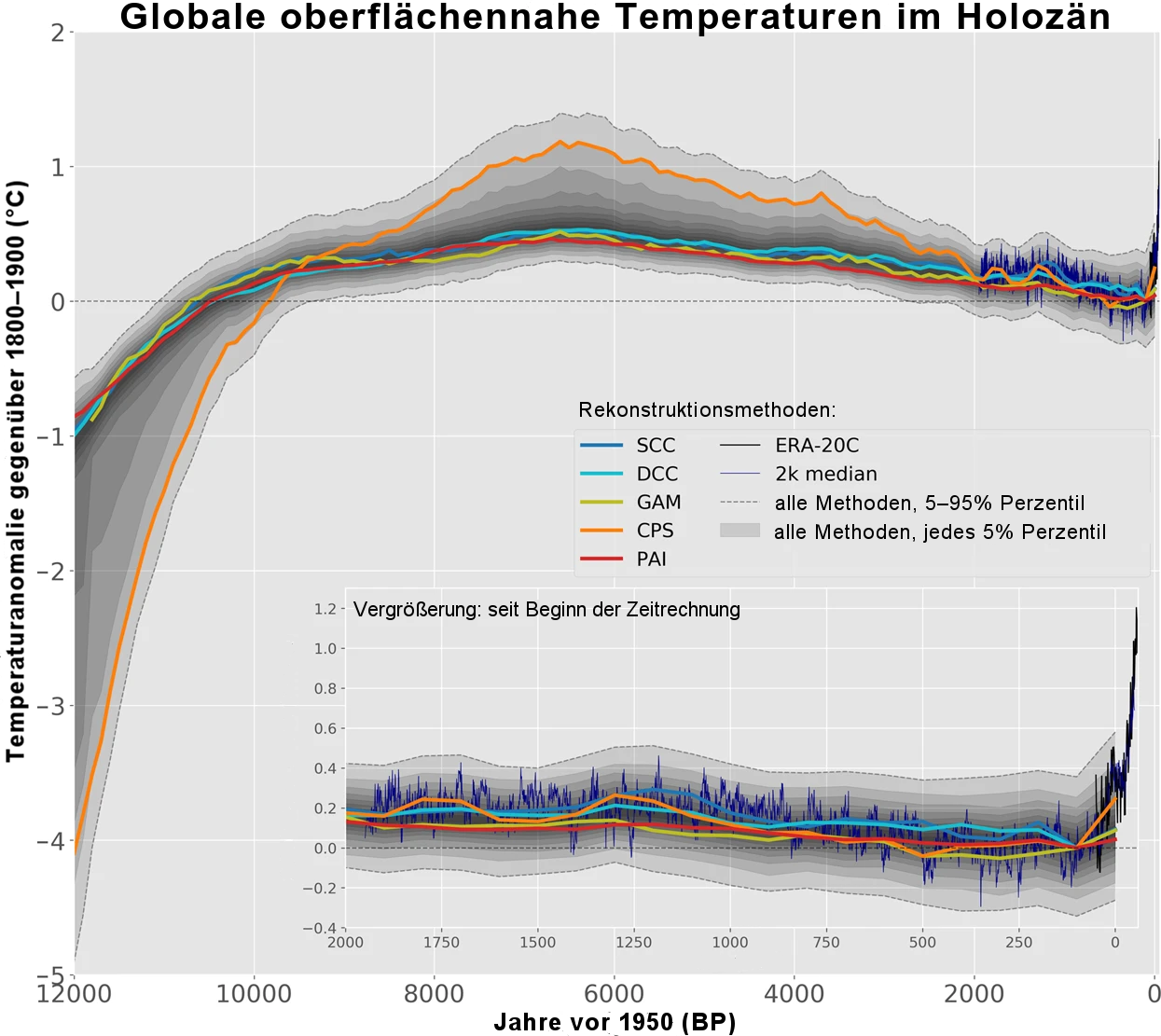
Rekonstrukce teplotního profilu Země za posledních 12 000 let

### Vývoj teplot
Teploty ve starším atlantiku před 7600 lety př. n. l. byly v globálním měřítku zhruba nižší než dosavadní hodnoty 21. století. Tehdejší teplé fáze byly regionálně i časově velmi odlišné. Syntézy četných klimatických proxy ukazují, že nejteplejší dvěstěleté období dosavadního holocénu spadá do období 5000–4000 př. n. l. a bylo zvláště výrazné severně od 30° zeměpisné šířky. Bylo asi o 0,2–1,0 °C teplejší než období 1850–1900. Od středního a pozdního atlantiku začal v důsledku dlouhodobého vlivu Milankovičových cyklů postupný pokles teploty v průměru asi o 0,1 °C za tisíciletí až téměř do současnosti, který byl stále více kompenzován antropogenním oteplováním až v průběhu 20. století. Průměrná globální teplota v roce 2010 byla pravděpodobně vyšší než v holocenním optimu; vzhledem k pokračujícímu globálnímu oteplování bude toto století a následující století rovněž teplejší.

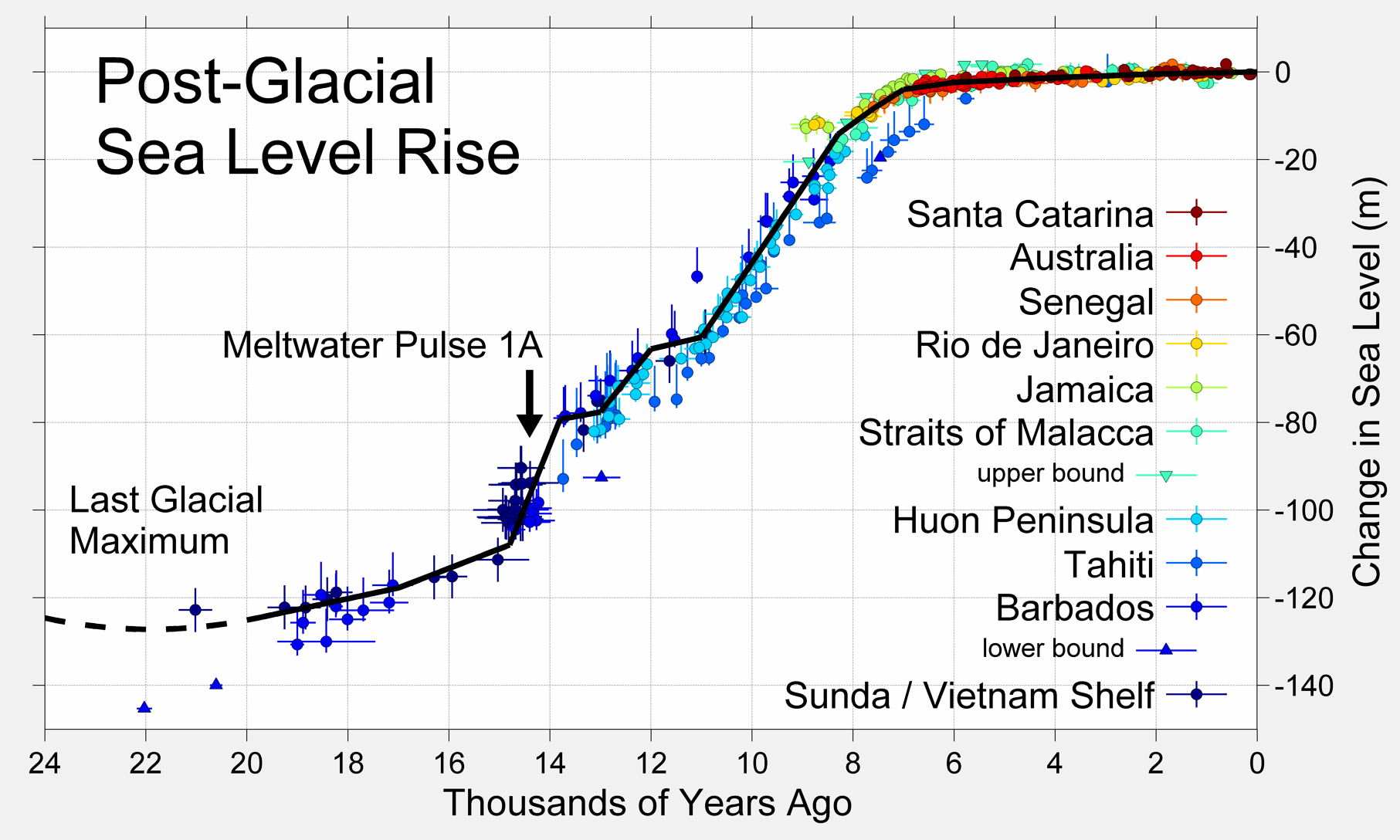
Vzestup mořské hladiny po glaciálu

### Vývoj výšky mořské hladiny
Vyšší teploty vedly k prudkému ústupu ledovců. Zejména tání severoamerických ledovců vedlo ke zvýšení hladiny moří. To zase pravděpodobně vedlo k přelití Středozemního moře do dříve (o 120 metrů?) nižšího Černého moře kolem roku 6700 př. n. l.. V Alpách ledovce velmi silně roztály kolem roku 7000 př. n. l., přičemž k opětovnému vzestupu hladiny docházelo zhruba od roku 4700 př. n. l. Vzestup hladiny moře v boreálu pokračoval i ve starším atlantiku. Na počátku atlantiku byla hladina moře ještě asi 30 metrů pod současnou úrovní. Rychlost vzestupu ve starším Atlantiku byla přibližně 1,5 metru za století. Asi před 7000 lety se vzestup zpomalil a na konci atlantiku byla hladina moře o 2 metry pod dnešní úrovní. Rychlost stoupání hladiny v mladším Atlantiku činila pouze 3 cm za století.

#### Oblast Baltského moře
V oblasti dnešního Baltského moře vzniklo krátce před začátkem atlantiku kolem roku 7500 př. n. l. jezero Ancylus, které vzniklo z Joldského moře izostatickým vyzdvižením pevniny. Hladina jezera Ancylus byla v té době mírně nad úrovní Severního moře. Mezi lety 6500 a 6000 př. n. l. byl porušen pevninský most mezi Dánskem a Švédskem, čímž vzniklo Littorinské moře. Tento mořský vpád způsobil zvýšení hladiny moře v oblasti Baltského moře o 15 metrů.

#### Oblast Severního moře
Flandrická transgrese, která začala před začátkem atlantského období kolem roku 9000 př. n. l., způsobila rychlé zvýšení hladiny Severního moře. Kolem roku 6600 př. n. l. dosáhla -45 metrů pod hladinu moře a kolem roku 5100 př. n. l. již -15 metrů pod hladinu moře. Poté, ke konci atlantického období, hladina moře v oblasti Severního moře klesla nebo přestala stoupat.

## Aspekty v severozápadní Evropě
Obecně je problematické spojovat holocenní teplé optimum s paleobotanickým členěním, které je obecně definováno podle Firbase (1949). B. Frenzel (1993) dokonce zpochybňuje, že by se klima holocénu dalo vyčíst z vegetace, protože do něj člověk zasáhl již v rané fázi a s trvalým účinkem:
Počátek atlantiku, rovnající se podle Firbase počátku pylové zóny VI, je v tomto smyslu definován opětovným nástupem dubů a olší do té doby převládajícího borového (březového) lesa. K tomu došlo severně od Alp v 8. - 7. tisíciletí př. n. l. Protože reintrodukce různých druhů dřevin probíhala od jihu k severu, vyplývá z tohoto vztahu také rozdílná chronologie mezi jihem a severem a také příznivé a nepříznivé lokality.
Podle Firbase končí atlantik koncem jeho druhého úseku, pylové zóny VII, vymezené dvěma poklesy jilmů ve 4. tisíciletí př. n. l. Protože nejen tento pokles je dnes třeba přičítat převážně antropogennímu vlivu (zvýšené korunové srážky vedou k napadení stromů saprotrofem a houbami, srovnej Küster 2003:83), nemá ani toto zařazení žádný vztah k vymezenému konci „klimatického optima“.

### Průběh klimatu
Podnebí v severní Evropě bylo pravděpodobně nejen teplejší (až o 2,5 °C) než na konci 20. století, ale také vlhčí.
Kvůli prudkému poklesu teplot mezi lety 6300 a 6100 př. n. l., který je obecně uznáván alespoň pro severní polokouli (v alpské oblasti Misox fluktuace; mezinárodně „8,2 k událost“) někteří ještě počítají období před tím jako raně teplé období (boreál), jiní ho kladou do „raného“ atlantického období a korelují ho s Firbasovou pylovou zónou VI. Obecně však novější práce, např. z LMU-Mnichov, Geo-Forschungsinstitut Hannover a Institut für Waldbau v Göttingenu, kladou atlantské období – po tomto zlomu – do doby kolem roku 6000 př. n. l. V této souvislosti je třeba zmínit, že v roce 1895 se v Evropě objevilo několik nových druhů pylů.
Misoxova oscilace časově následovala po konečném rozpadu Laurentinského ledového příkrovu, který vyvolal gigantický puls tající vody z jezer Ojibway a Agassiz v Severní Americe. vodní masy se dostaly přes Hudsonův záliv do severního Atlantiku. Obrovský přísun sladké vody do severního Atlantiku do značné míry potlačil vznik potápějící se vody s vyšší slaností (rozdíly v hustotě), ke kterému obvykle dochází ve vysokých zeměpisných šířkách v důsledku vymrzání mořského ledu. V důsledku tohoto narušení termohalinní cirkulace se zastavil přenos tepla do severního Atlantiku prostřednictvím Golfského proudu. Po zastavení přísunu sladké vody v důsledku tání ledových mas a vypuštění vnitrozemského jezera se v důsledku zvýšené salinity obnovila hlubokovodní formace termohalinní cirkulace.

## Vývoj vegetace
Během atlantiku se listnaté lesy mírného pásma jižní a střední Evropy rozšířily na sever a vytlačily boreální smíšené lesy, které však nadále existovaly v horských oblastech. Například v Dánsku se vyskytovalo jmelí, kotvice (Trapa natans) a břečťan (Hedera helix). Pyl trav však byl obecně na ústupu. Měkké dřeviny, jako je bříza a borovice, byly nahrazeny tvrdými dřevinami postupujícími z jižního klimatu, jako jsou dub, lípa srdčitá (Tilia cordata a Tilia platyphyllos), buk, líska, jilm horský (Ulmus glabra), olše a jasan. Toto období historie vegetace se nazývá olšovo-jilmovo-lipové.
V severovýchodní Evropě byl les během časného atlantiku jen málo ovlivněn všeobecným zvýšením teploty. Les zde tvořily především borovice a podrost byl složen z lísky, olše, břízy a vrby. Pouze asi 7 % pylové zásoby připadalo na listnaté stromy a během ochlazovací fáze středního Atlantiku dokonce klesla zpět na úroveň boreálu. S nárůstem teplot v pozdním atlantiku se podíl listnatých stromů zvýšil na 34 %.
V letech 5500 až 4500 př. n. l. pronikla kultura s lineární keramikou do lesů podél Dunaje a Rýna i jejich severních přítoků a částečně je odstranila žďářením. Chov dobytka se vyznačoval lesní pastvou a zkrmováním letniny (mladé větvičky s listím) v zimním období. Ke konci atlantického období se již orná půda a pastviny rozšířily na velké části Evropy a nyní stále více vytlačovaly původní lesy zpět do refugií. Navíc došlo k tzv. jilmovému pádu, náhlému úbytku jilmového pylu, pravděpodobně v důsledku lidského pěstování obilovin a zeleniny. V následujícím chladnějším subboreálu pak lesy opět nahradily otevřené travnaté krajiny.

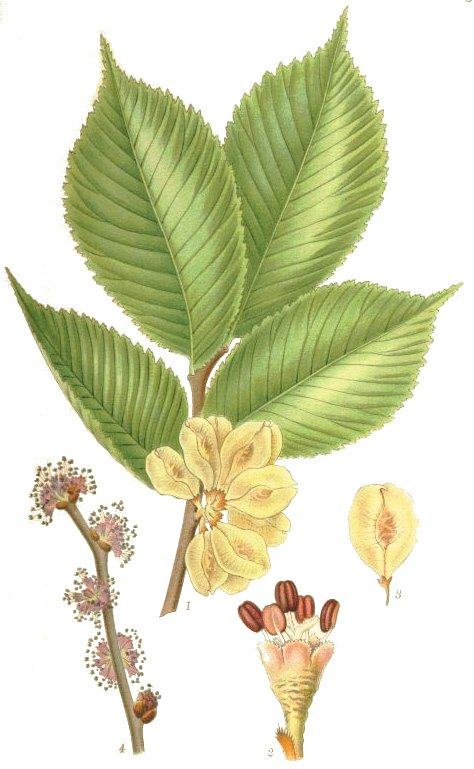
Jilm horský, Ulmus glabra
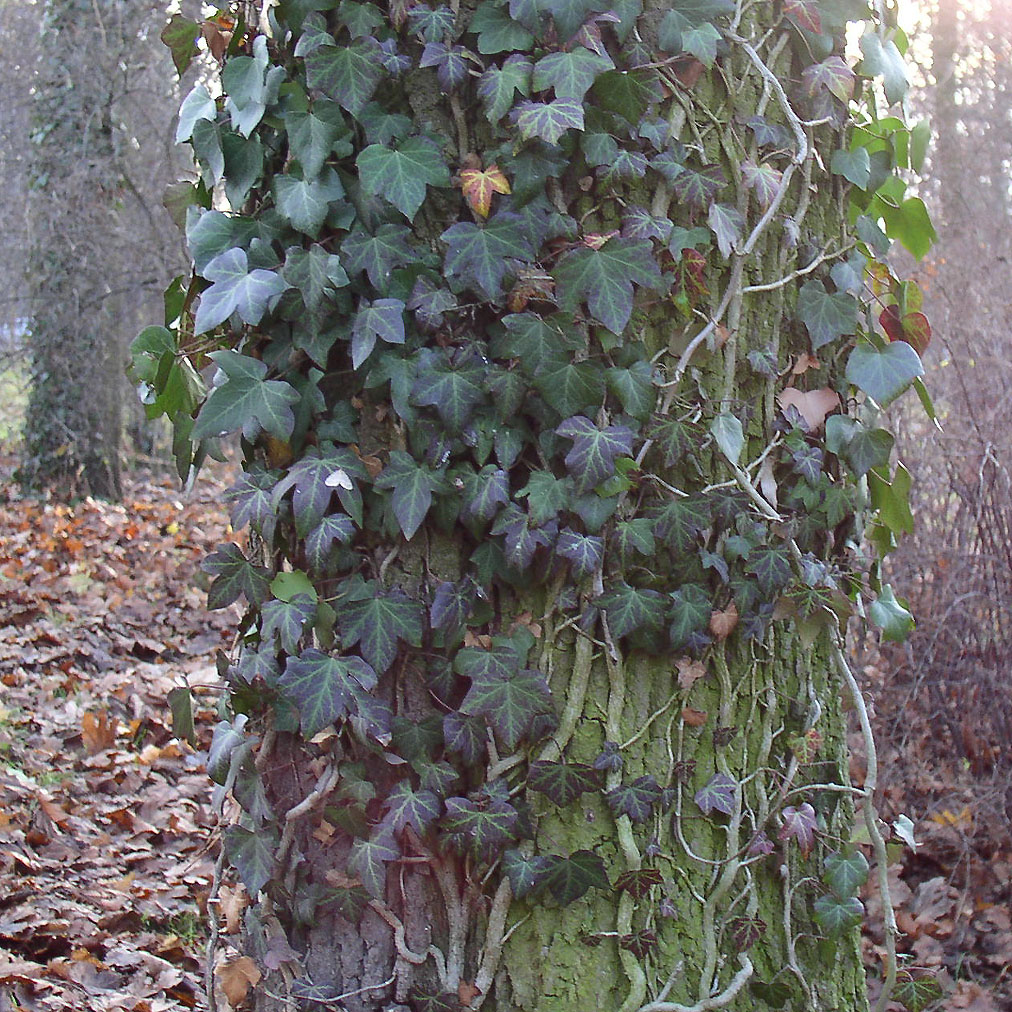
Břečťan, Hedera helix
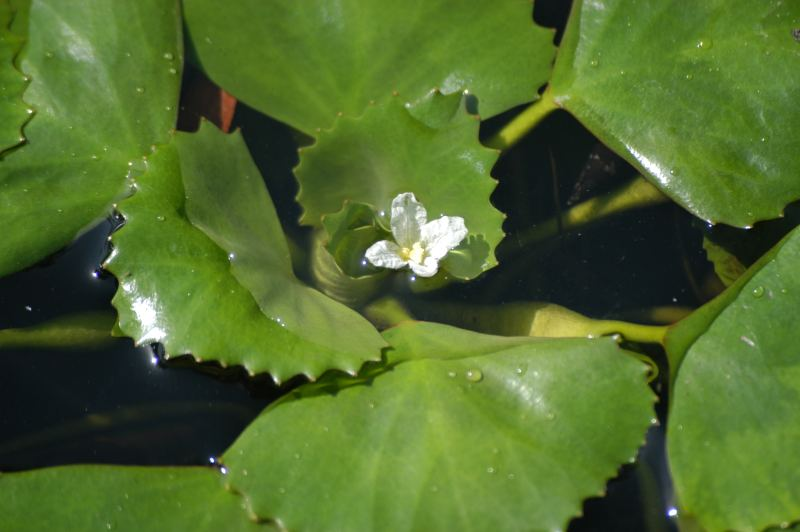
Kotvice, Trapa natans
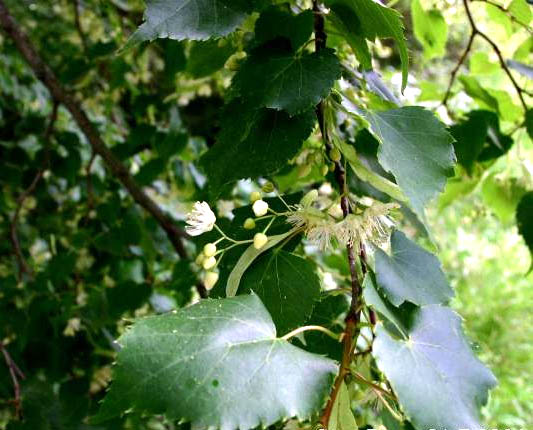
Lípa malolistá Tilia cordata
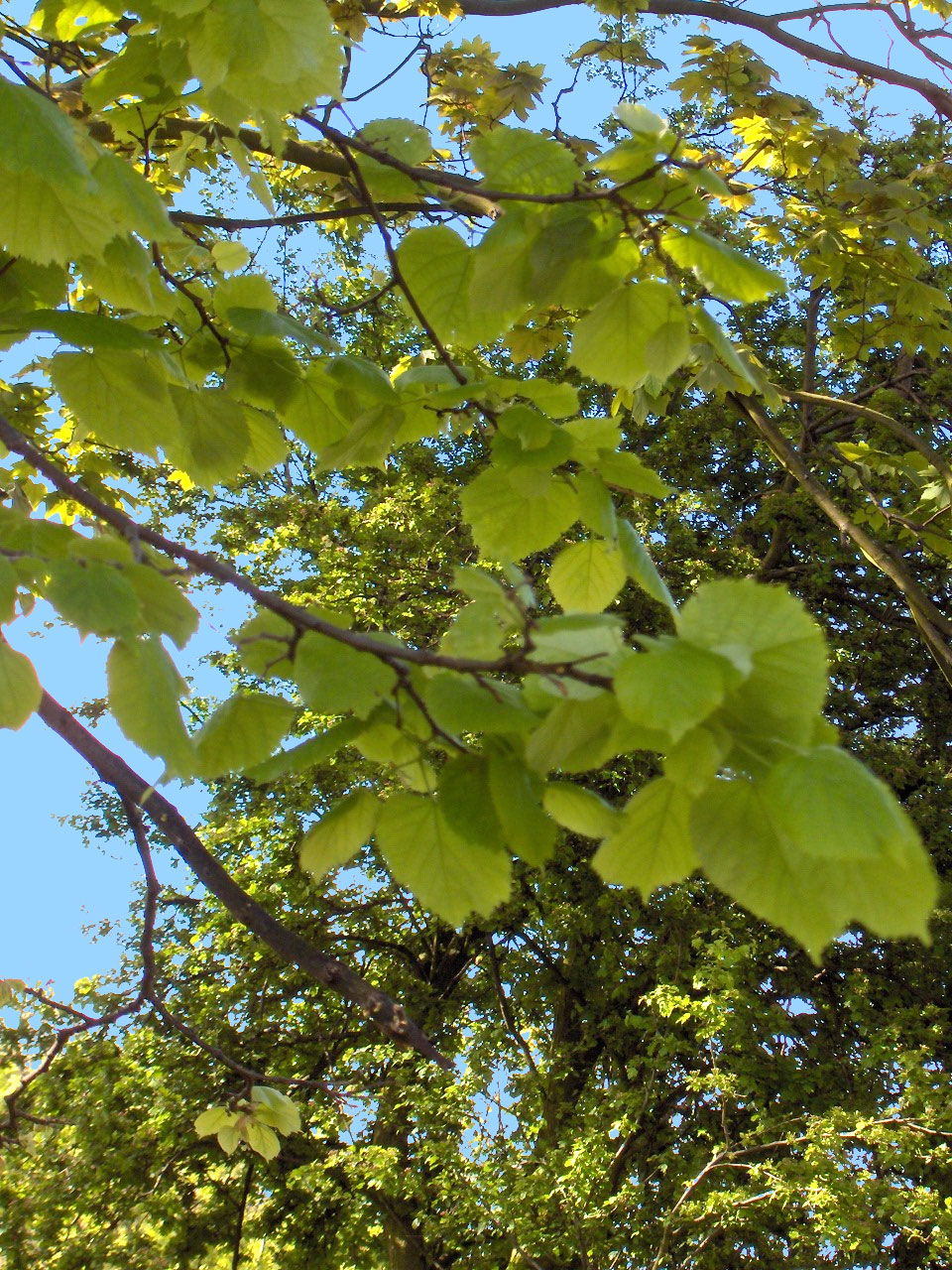
Lípa velkolistá, Tilia platyphyllos
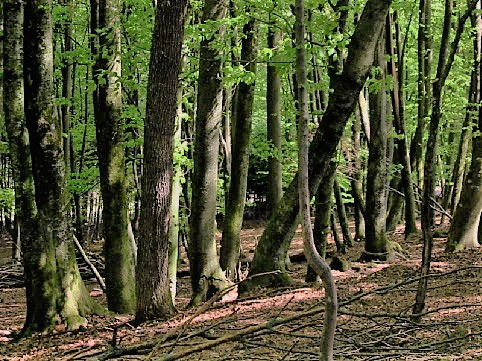
Bukový les, Slovinsko
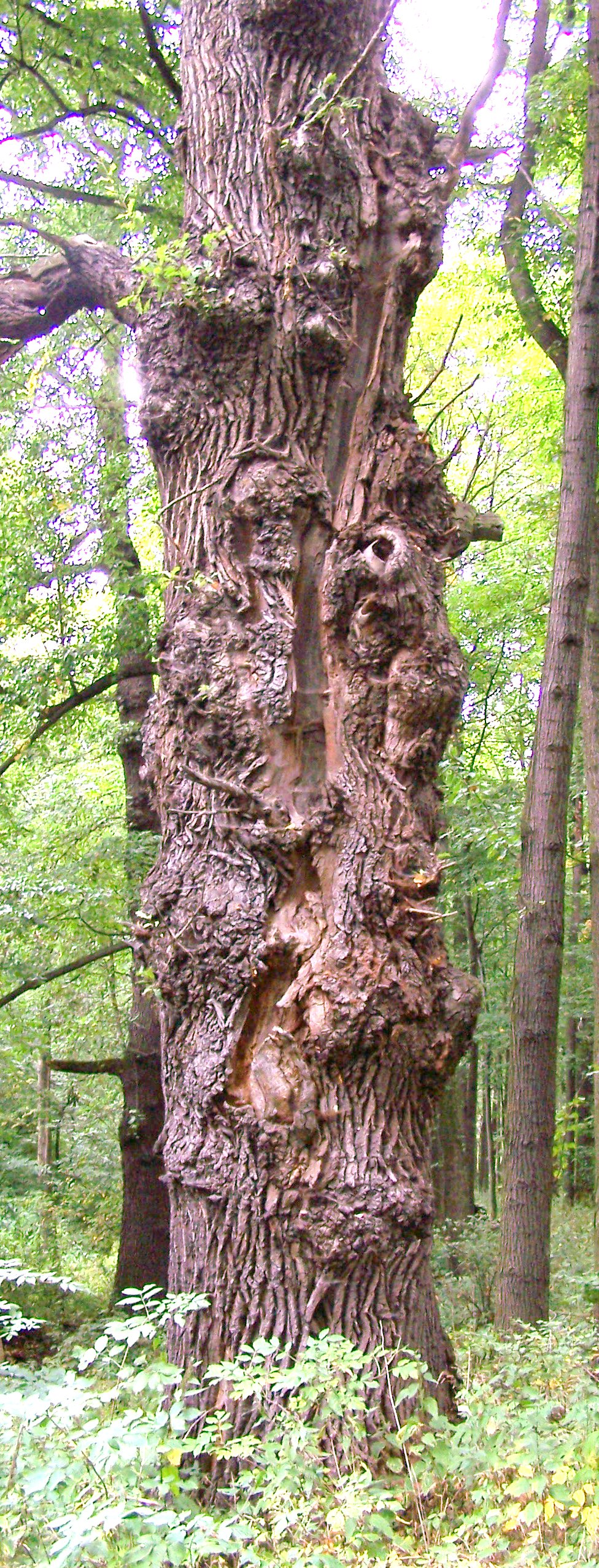
Dub zjizvený bleskem
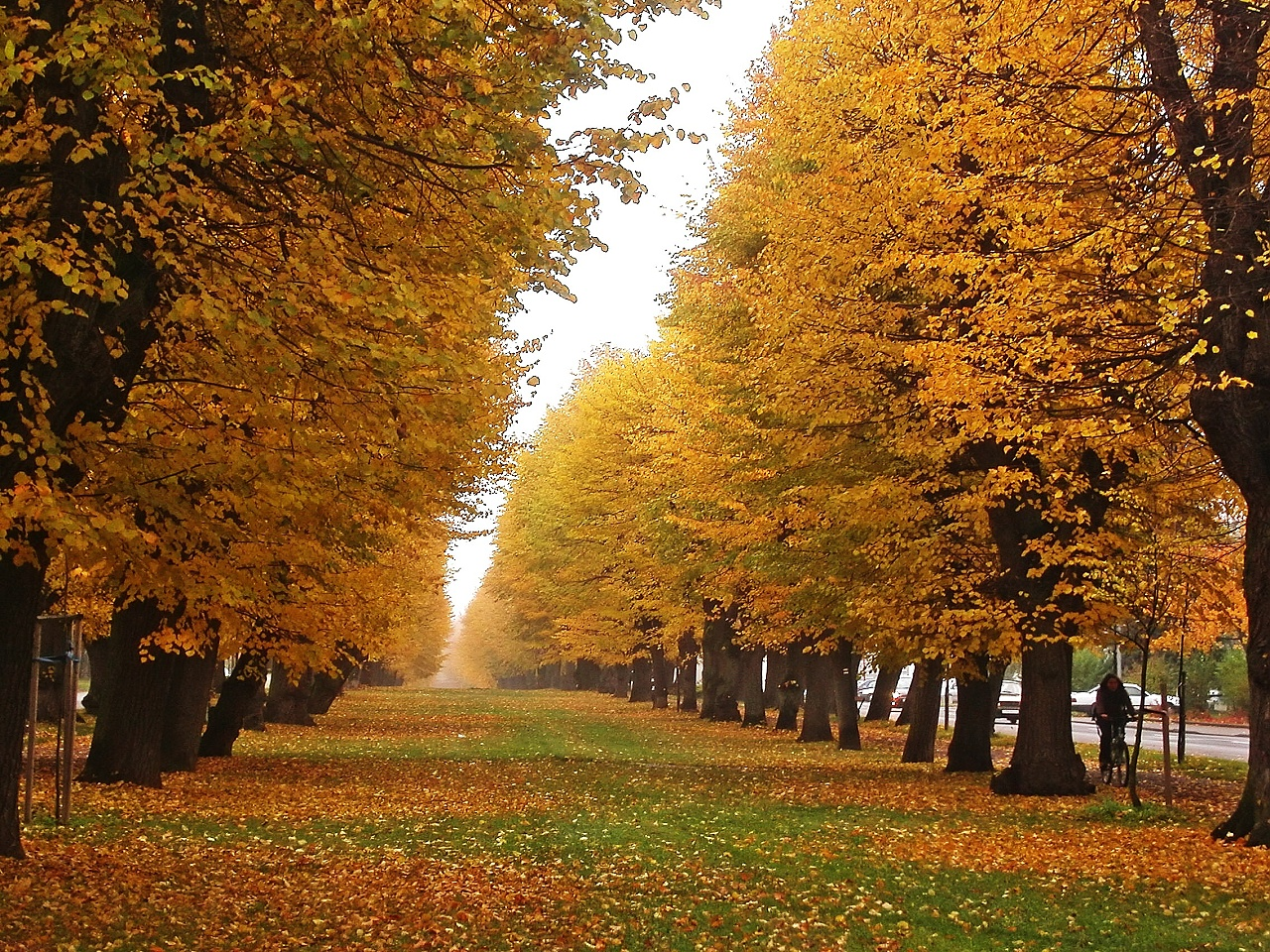
Okrasné lípy, Waldsteinova alej u Jičína

## Fauna
Nejlepší představu o fauně atlantiku lze získat z kuchyňského odpadu dánské kultury Ertebølle. V té době tvořilo Dánsko souostroví, jehož lidští obyvatelé se usadili především podél pobřeží. U moře měli bohatá loviště a bažiny navštěvovala hejna mořských ptáků. V lesích se pohybovala velmi početná velká zvěř, jako jsou jeleni a dikobrazi, ale nechyběla ani drobná zvěř.
Vyšší hladina vody zmírňovala účinky toxické zóny v Baltském moři. To umožnilo rozšíření poměrně vzácných taxonů, jako je sardel Engraulis encrasicolus a hrotnatec tříostný Gasterosteus aculeatus. Vyskytovaly se také štiky, síhové, platýsi a mníci. V ústích řek lovil mezolitický člověk tři druhy tuleňů a velryby.
Podle očekávání převažovali mořští ptáci, jako jsou potápky rudokrké, potápky černokrké a potápky roháče. Dokonce i pelikán dalmatský (Pelecanus crispus), jehož severní hranice dnes prochází jihovýchodní Evropou, byl v té době v Dánsku běžný. Tetřev hlušec se stejně jako dnes zdržoval v lesních oblastech.
Stromové koruny obývali drobní savci, například všudypřítomná veverka obecná (Sciurus vulgaris). Velmi častý byl také netopýr vodní. V lesích lovila kočka divoká, kuna lesní, tchoř evropský (Mustela putorius) a vlk.
Na zemi se proháněli velcí savci jako srnec, jelen a divoké prase a z predátorů je třeba zmínit vlky, rysy a medvědy hnědé. Oproti očekávání byli stále přítomni i dřívější obyvatelé otevřených pastvin, jako je tur a divoký kůň. Divocí koně v té době ještě nevyhynuli lovem a nebyli omezeni pouze na stepi východní Evropy; lovili je lidé kultury Ertebølle v Dánsku i na maďarských stepích.

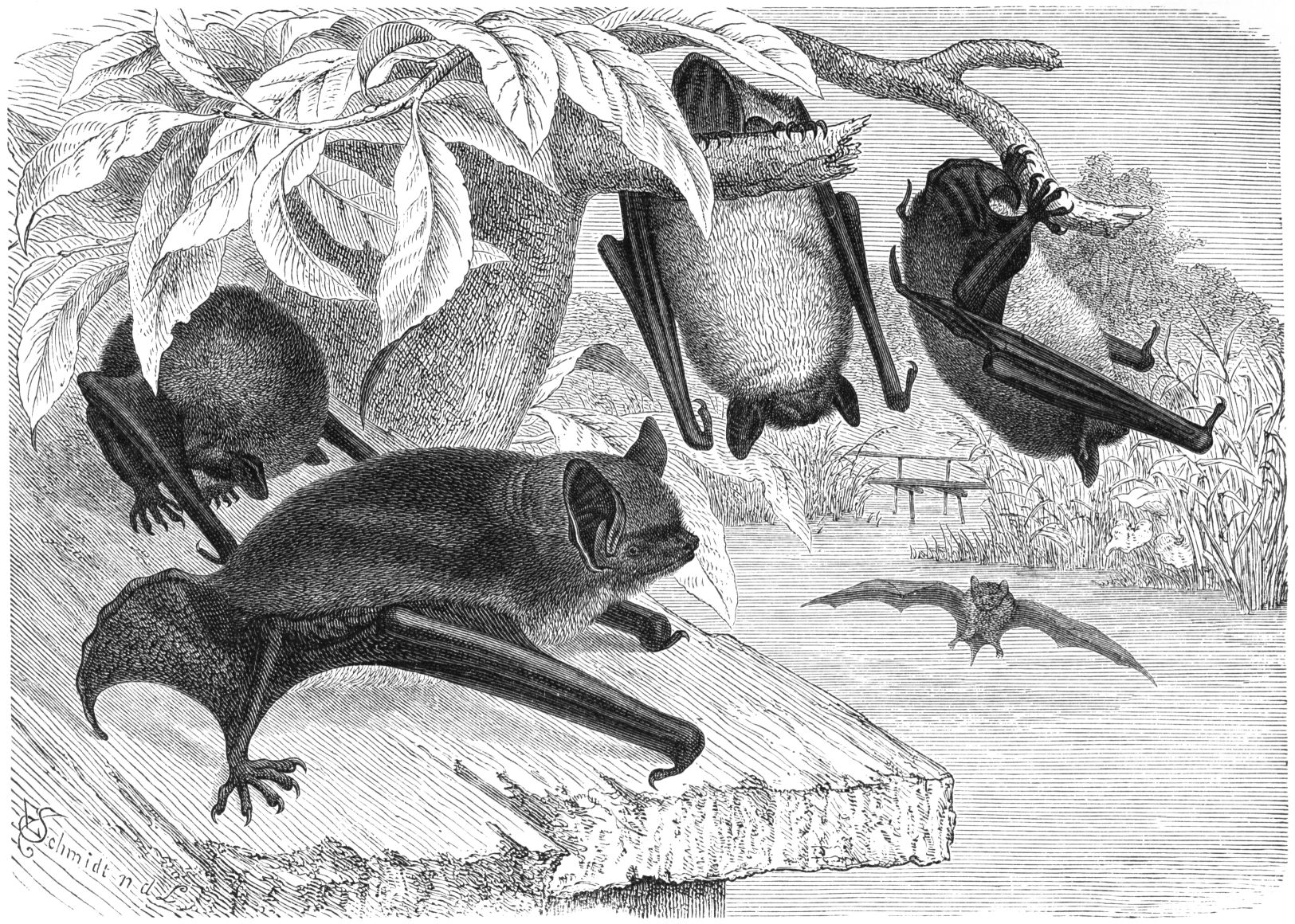
Netopýr vodní
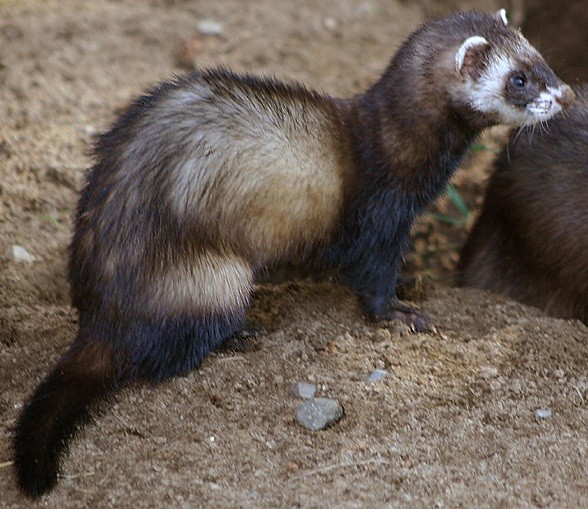
Tchoř tmavý
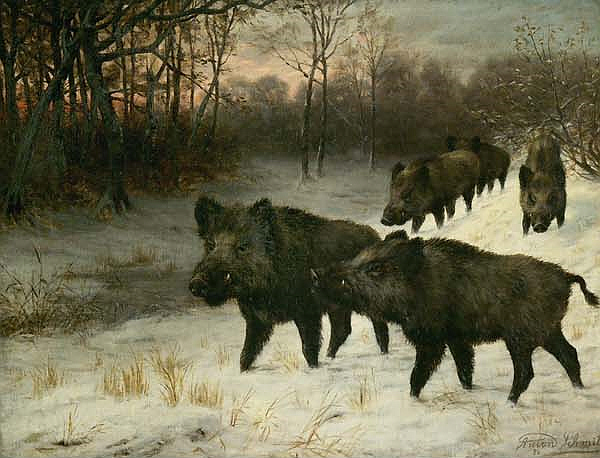
Prase divoké
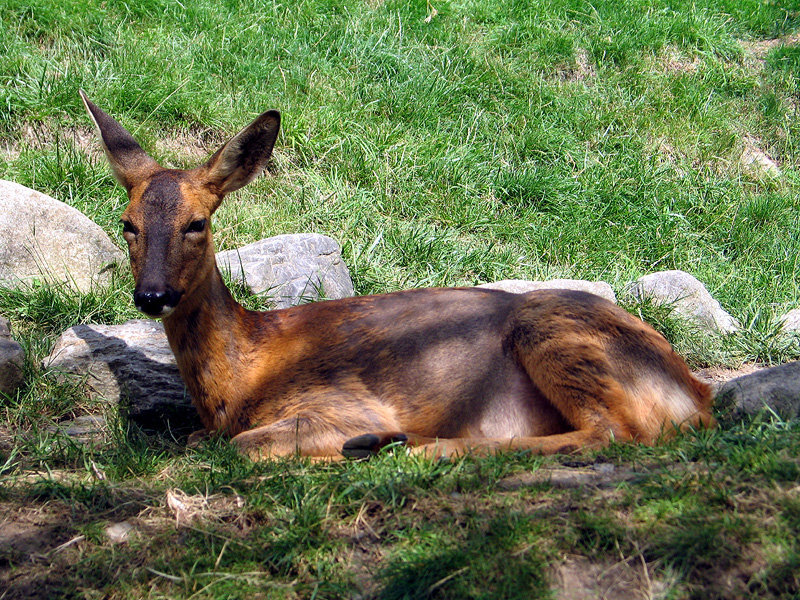
Srnec obecný
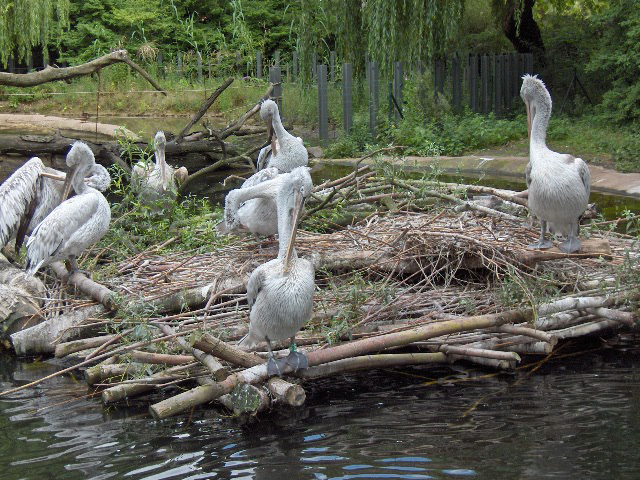
Pelikán kadeřavý
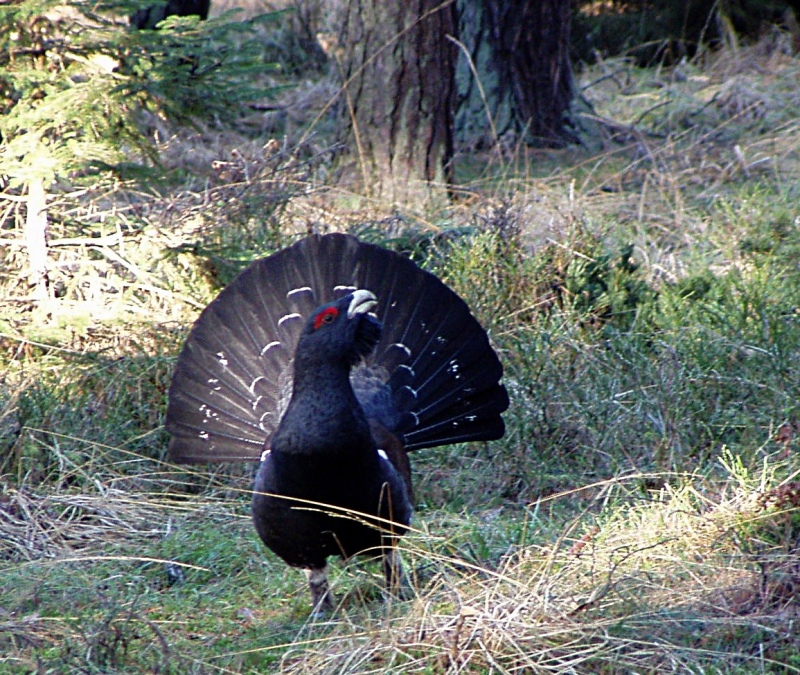
Tetřev
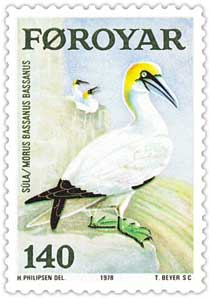
Terej
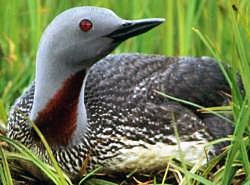
Potáplice malá
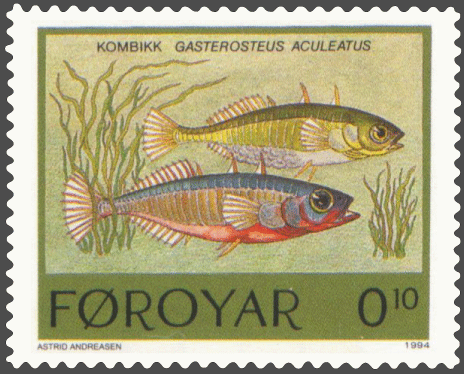
Koljuška tříostná

## Kulturní rozvoj
Atlantik v podstatě pokrývá pozdní mezolit a raný, střední a pozdní neolit. V severní Evropě (pobaltské státy, Dánsko, Anglie, severní Německo a Švédsko) sloužila kultura Maglemose (9000 až 6500 př. n. l.) jako nosná kultura pro pozdní mezolit, stejně jako kultura Kongemose (6000 až 5200 př. n. l.) a kultura Ertebølle (5100 až 4100 př. n. l.) pro raný neolit. Na Britských ostrovech je třeba zmínit neolitické kultury Larnian (Severní Irsko) z roku 6000 př. n. l. a Obanian (západní Skotsko) z roku 4000 př. n. l.. V západní části dnešního Severního Porýní-Vestfálska se v pozdním mezolitu vyskytuje skupina Hülsten.
Na konci střední doby kamenné se v Evropě objevily první rolnické kultury, jako například skupina La Hoguette v jihozápadní Evropě z let 5800 až 5500 př. n. l. a kultura s lineární keramikou Alföld a kultura Körös v jihovýchodní části střední Evropy z let 5500-4900 př. n. l. V roce 1850 se v Evropě objevily první rolnické kultury. Ve vlastní střední Evropě v této době převládala lineární keramika. Na severu střední Evropy a v jižní Skandinávii se od roku 4300 př. n. l. rozvíjela kultura nálevkovitých pohárů.

### Počátek neolitu
Na Blízkém východě (včetně Anatolie) byl již v letech 6800/6500 př. n. l. přítomen prekeramický neolit B, který byl mezi lety 6500 a 5500 př. n. l. nahrazen keramickým neolitem (ve východním Středomoří od roku 6200 př. n. l.). Ve střední Evropě se přechod k neolitu uskutečnil od roku 5500 př. n. l. s lineární keramikou, ale v oblasti Baltského moře to bylo mnohem později (od roku 4300 př. n. l.) s kulturou nálevkovitých pohárů.

### Megalitická kultura
Megalitickou kulturu v Evropě a ve Středomoří, která šla ruku v ruce s neolitizací, lze vysledovat přibližně od roku 4700 př. n. l. s lokalitami v Normandii a nekropolí v Bougonu. Skončila (ne všude současně) s koncem subboreálního období. V Evropě byla nosnou kulturou megalitických nalezišť kultura nálevkovitých pohárů.